# リパブリック郡 (カンザス州)
リパブリック郡 (Republic County、標準省略：RP) はアメリカ合衆国カンザス州に位置する郡である。2000年現在、人口は5,835人である。ここの最大都市及び郡庁所在地はベルビルである。

## 歴史
リパブリック郡はDaniel 及び Conrad Myers によって1860年に最初の入植が行われた。

## 地理
アメリカ合衆国統計局によると、この郡は総面積1,866 km2 (720 mi2) である。このうち1,855 km2 (716 mi2) が陸地で10 km2 (4 mi2) が水域である。総面積の0.55%が水域となっている。

### 隣接する郡
- セイヤー郡 (ネブラスカ州)（北）
- ネブラスカ州ジェファーソン郡（北東）
- カンザス州ワシントン郡（東）
- カンザス州クラウド郡（南）
- カンザス州ジュエル郡（西）
- ナッコルズ郡 (ネブラスカ州)（北西）

## 人口動勢
2000年現在の国勢調査で、この郡は人口5,835人、2,557世帯、及び1,685家族が暮らしている。人口密度は3/km2 (8/mi2) である。2/km2 (4/mi2) の平均的な密度に3,113軒の住宅が建っている。この郡の人種的な構成は白人98.56%、アフリカン・アメリカン0.26%、先住民0.21%、アジア0.19%、太平洋諸島系0.00%、その他の人種0.33%、及び混血0.46%である。ここの人口の0.94%はヒスパニックまたはラテン系である。
この郡内の住民は22.30%が18歳未満の未成年、18歳以上24歳以下が4.50%、25歳以上44歳以下が22.10%、45歳以上64歳以下が25.00%、及び65歳以上が26.10%にわたっている。中央値年齢は46歳である。女性100人ごとに対して男性は93.20人である。18歳以上の女性100人ごとに対して男性は90.80人である。
この郡内の世帯ごとの平均的な収入は30,494米ドルであり、家族ごとの平均的な収入は39,215米ドルである。男性は25,260米ドルに対して女性は17,274米ドルの平均的な収入がある。この郡の一人当たりの収入 (per capita income) は17,433米ドルである。人口の9.10%及び家族の6.00%は貧困線以下である。全人口のうち18歳未満の12.40%及び65歳以上の8.90%は貧困線以下の生活を送っている。

## 都市及び町
- アジェンダ
- ベルビル (Belleville)
- コートランド (Courtland)
- Cuba
- Munden
- Narka
- リパブリック (Republic)
- Scandia

## 郡区
リパブリック郡は20の郡区に分けられる。ベルビルの都市は governmentally independent と見なされ、郡区向けの国勢調査外観から除外されている。以下の表内の人口中心は、もしかなりの数ならば、郡区の人口総計を含む最大都市である。

## 教育

### 統一された学校区
- Pike Valley 統一教育学区426号
- ベルビル 統一教育学区427号
- Hillcrest 統一教育学区455号